# Steve Young

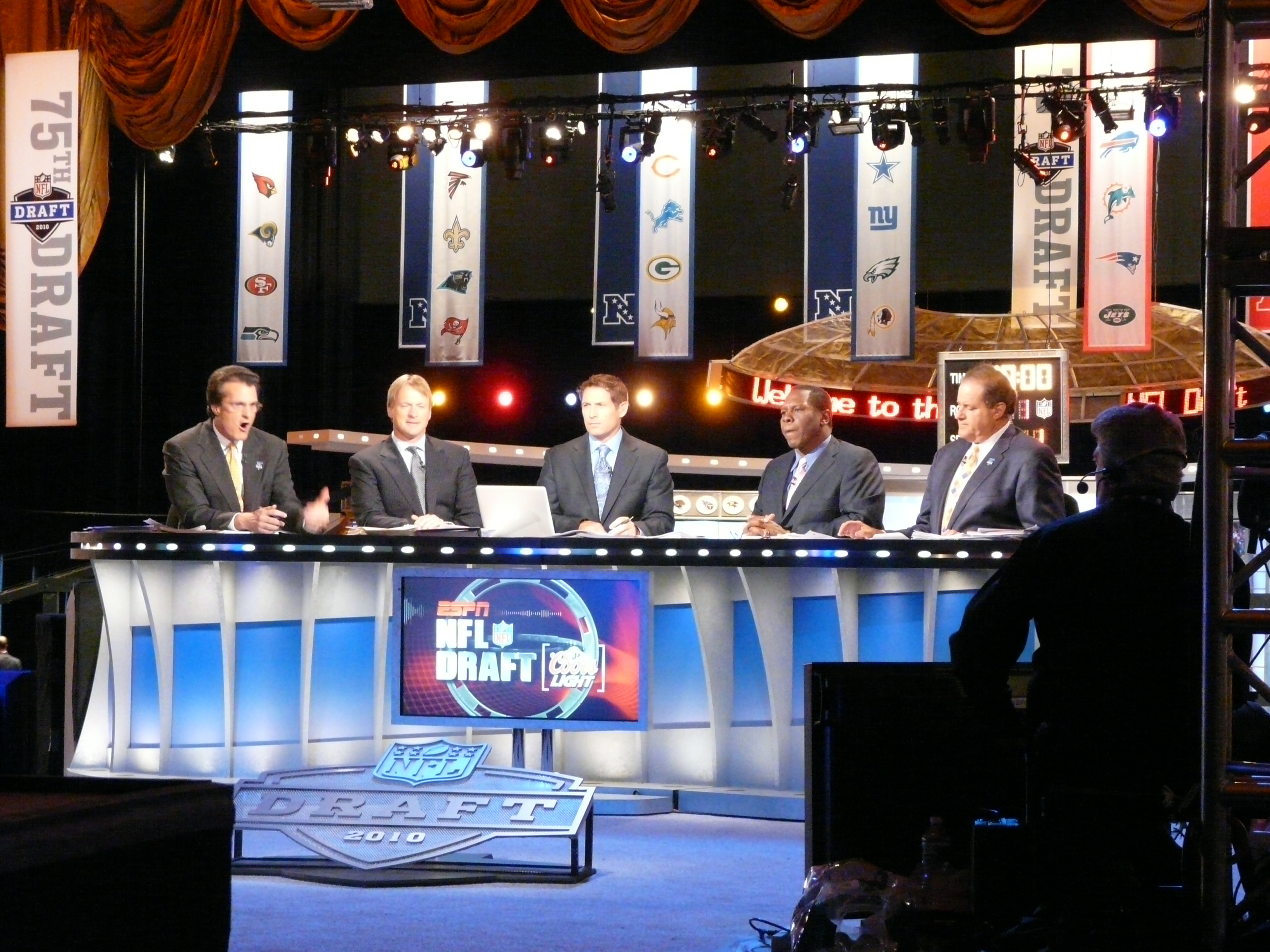
Young sirviendo como comentarista en la NFL 2010

Jon Steven Young (Salt Lake City, Utah, 11 de octubre de 1961) es un exjugador de fútbol americano que desempeñó en la posición de quarterback para los equipos de Los Angeles Express de la USFL, los Tampa Bay Buccaneers de la NFL y los San Francisco 49ers también de la NFL, equipo en el que tuvo más éxito. Fue nombrado como el MVP del Super Bowl XXIX y fue seleccionado al Salón de la Fama del Fútbol Americano Profesional en 2005, siendo el primer quarterback zurdo en lograr dicho reconocimiento. 
Posee el récord del mejor índice de audiencia en la historia de la NFL, el récord de más temporadas como máximo pasador de la liga (6, 4 de ellas consecutivas) y tres títulos de la NFL.
En la lista de los 100 mejores jugadores de la historia de la NFL publicada el 4 de noviembre de 2010, Young fue ubicado como el décimo quinto mejor QB de todos los tiempos.
Así mismo, es un miembro notable de la Iglesia de Jesucristo de los Santos de los Últimos Días, y es descendiente directo de Brigham Young, uno de los primeros presidentes de la Iglesia y en cuyo honor fue fundada la Universidad Brigham Young donde Steve Young estudió.